# Державний архів Луганської області
Державний архів Луганської області — структурний підрозділ обласної державної адміністрації, що утворюється головою обласної державної адміністрації і підзвітний та підконтрольний голові обласної державної адміністрації і Держкомархіву України. У 2014 році архів без документів переміщено в Сєвєродонецьк, а його фонди залишилися у новоствореному так званому «Держархіві ЛНР».

## Адреса
Україна, Сєвєродонецьк, Центральний проспект, 59

## Історія

### 1920-1937
- 10 вересня 1925 року було створено Луганське окружне архівне управління з підпорядкуванням Луганському окружвиконкому та Центральному архівному управлінню УСРР (Укрцентрархіву).
- З 01 жовтня 1930 р. Луганське окружне архівне управління було перетворено на Луганське міське архівне управління.
- З березня 1932 р. Луганське міське архівне управління було реорганізовано в Луганський державний історичний архів з підпорядкуванням Центральному архівному управлінню УСРР (Укрцентрархіву).
- З 1935 Луганський державний історичний архів перейменовано на Ворошиловградський державний історичний архів.

### 1938-1960
- З 10 вересня 1938 р. Ворошиловградський державний історичний архів було перейменовано на Ворошиловградський обласний історичний архів.
- З 22 грудня 1938 р. підпорядкований НКВС УРСР.
- З лютого 1941 р. Ворошиловградський обласний історичний архів став іменуватися Ворошиловградським обласним державним архівом.
- З 5 березня 1958 р. Ворошиловградський обласний державний архів став іменуватися Луганським обласним державним архівом.

### 1960-2010
- З 27 червня 1960 р. у підпорядкуванні Луганського облвиконкому.
- З 5 січня 1970 р. Луганський обласний державний архів став іменуватися Ворошиловградським обласним державним архівом.
- З січня 1980 р. Ворошиловградський обласний державний архів став іменуватися Державним архівом Ворошиловградської області.
- З 4 травня 1990 р. Державний архів Ворошиловградської області називається Державним архівом Луганської області.